# 9262 Bordovitsyna
9262 Bordovitsyna este un asteroid din centura principală de asteroizi.

## Descriere
9262 Bordovitsyna este un asteroid din centura principală de asteroizi. A fost descoperit pe 6 septembrie 1973 la Observatorul de Astrofizică din Crimeea de Tamara Smirnova. El prezintă o orbită caracterizată de o semiaxă mare de 2,58 ua, o excentricitate de 0,14 și o înclinație de 15,8° în raport cu ecliptica.